# Tourtoirac
Tourtoirac (Tortoirac på occitanska) är en kommun i departementet Dordogne i regionen Nouvelle-Aquitaine (Akvitanien) i sydvästra Frankrike. Kommunen ligger i kantonen Hautefort som tillhör arrondissementet Périgueux. År 2022 hade Tourtoirac 638 invånare.

## Geografi
Tourtoirac består av flera små byar i nordöstra Périgord, 35 kilometer från Périgueux. Genom kommunen flyter floden Auvézère, en biflod till Isle.
År 1995 upptäcktes Tourtoiracgrottan (Grotte de Tourtoirac) som sedan 2010 är öppen för allmänheten.

## Historia
Benediktinerklostret Abbaye Saint-Pierre-ès-Liens i Auvézères floddal grundades under abboten Richard mellan åren 1003 och 1025.
Kommunen Tourtoirac ingår sedan 1790 i kantonen Hautefort. Fram till 1800 ingick kommunen i distriktet Excideuil och därefter i arrondissementet Périgueux. Tourtoirac ingår sedan 1995 i ett kommunförbund tillsammans med andra kommuner i kantonen Hautefort (communauté de communes du Pays de Hautefort).

## Galleri

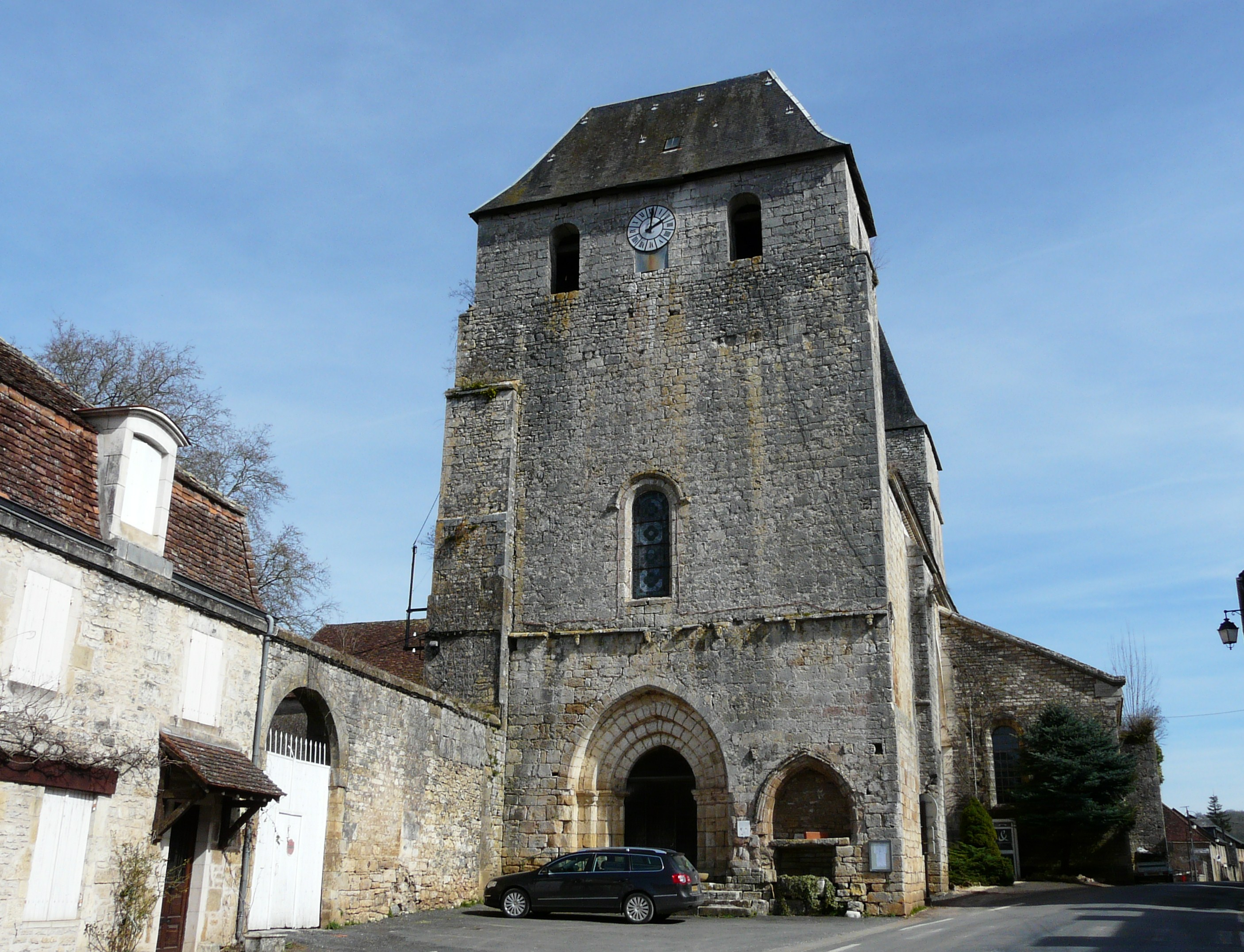
Torn och västfasad för benediktinerklostret Abbaye Saint-Pierre-ès-Liens .
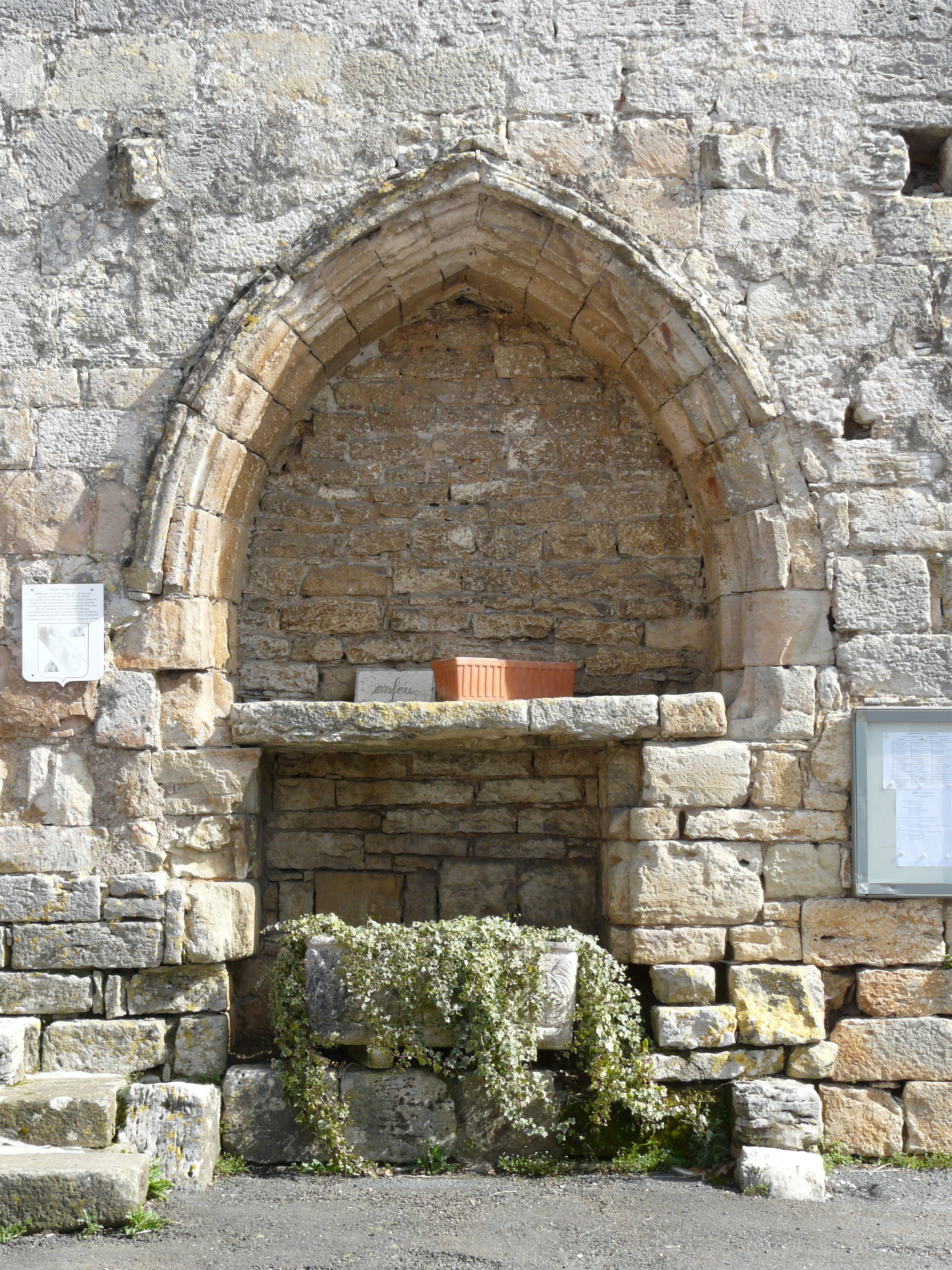
Klostrets västfasad.
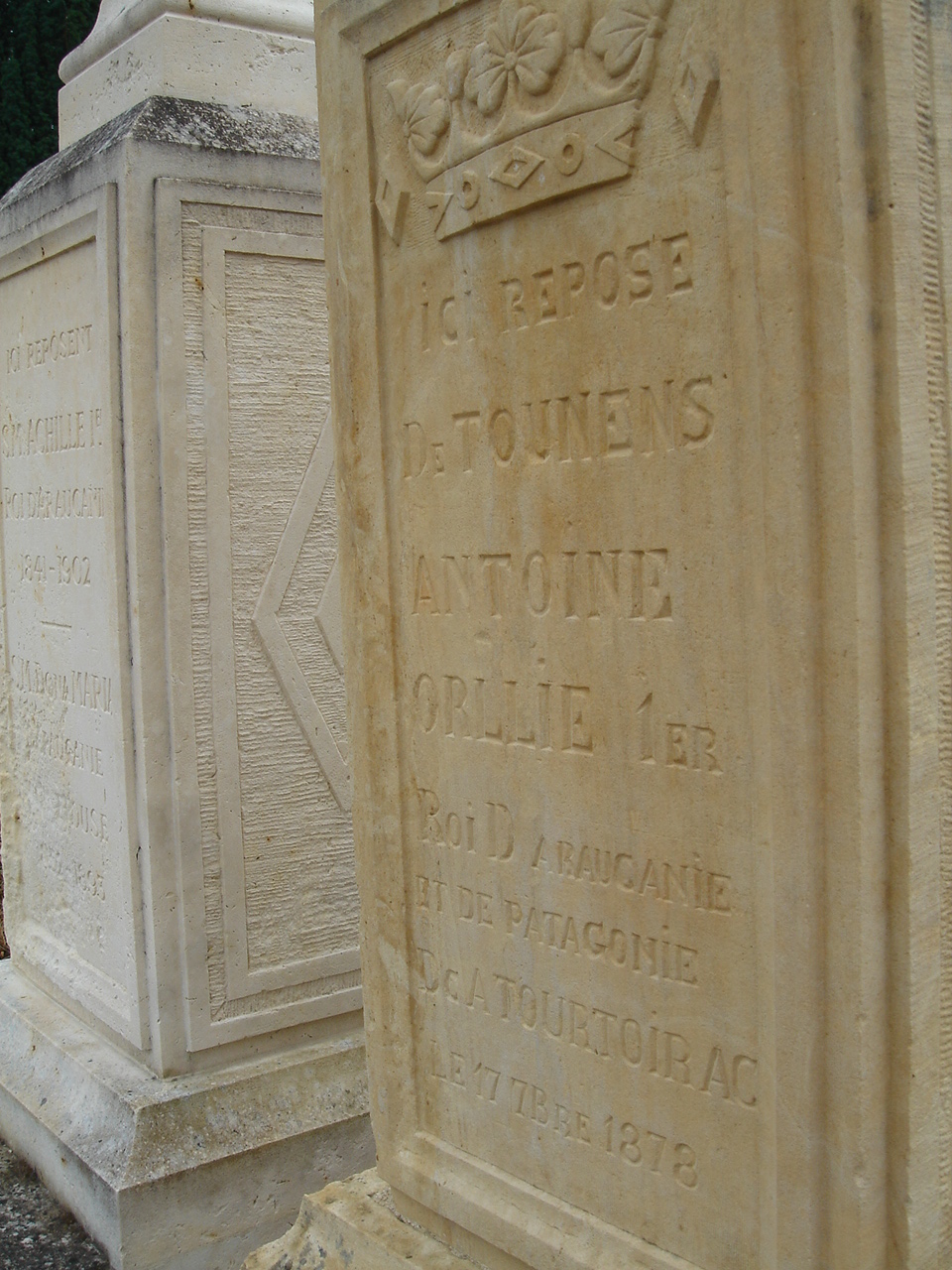
Orllie-Antoine I:s och Achille I:s gravar.
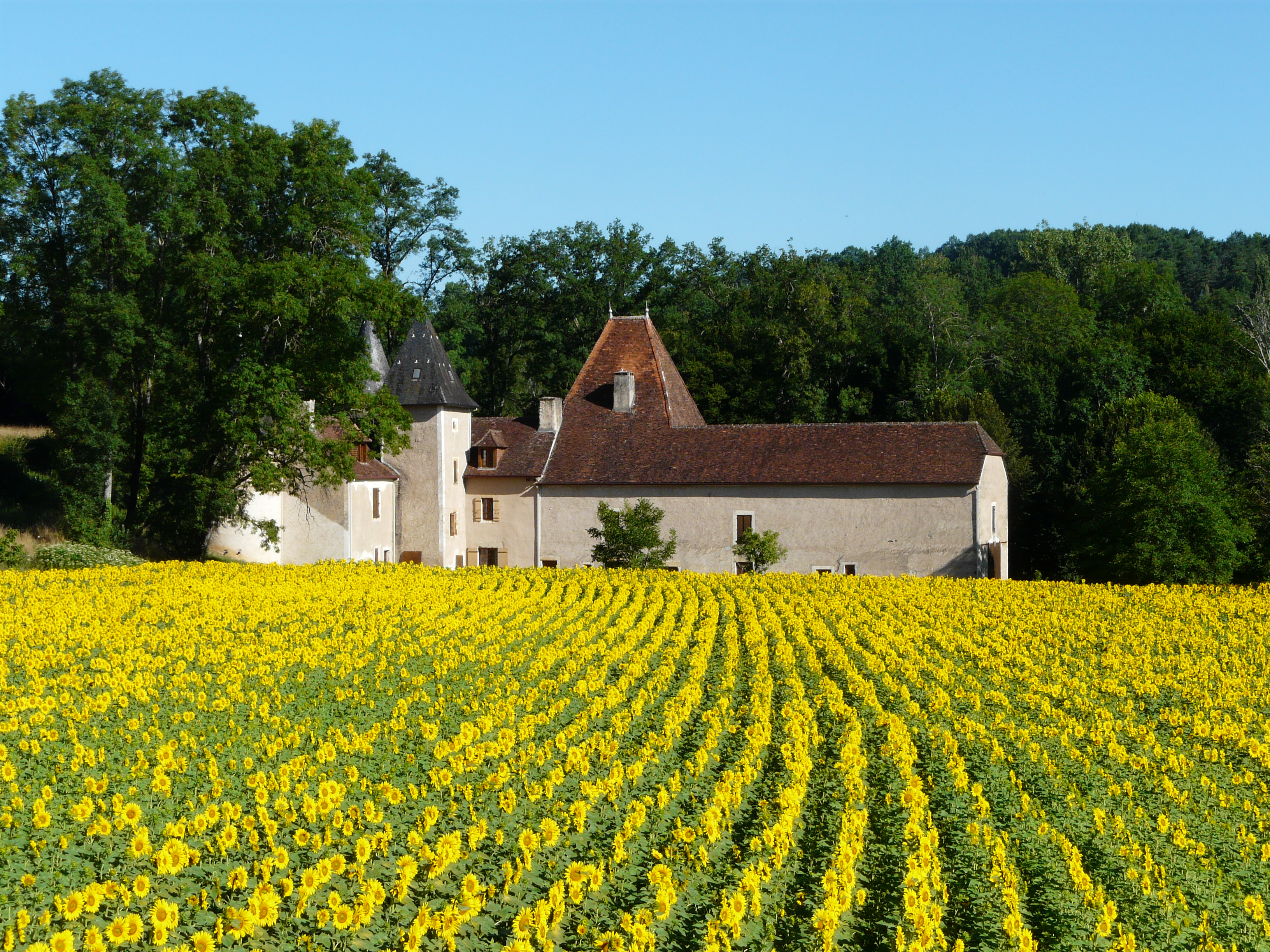
Farge.
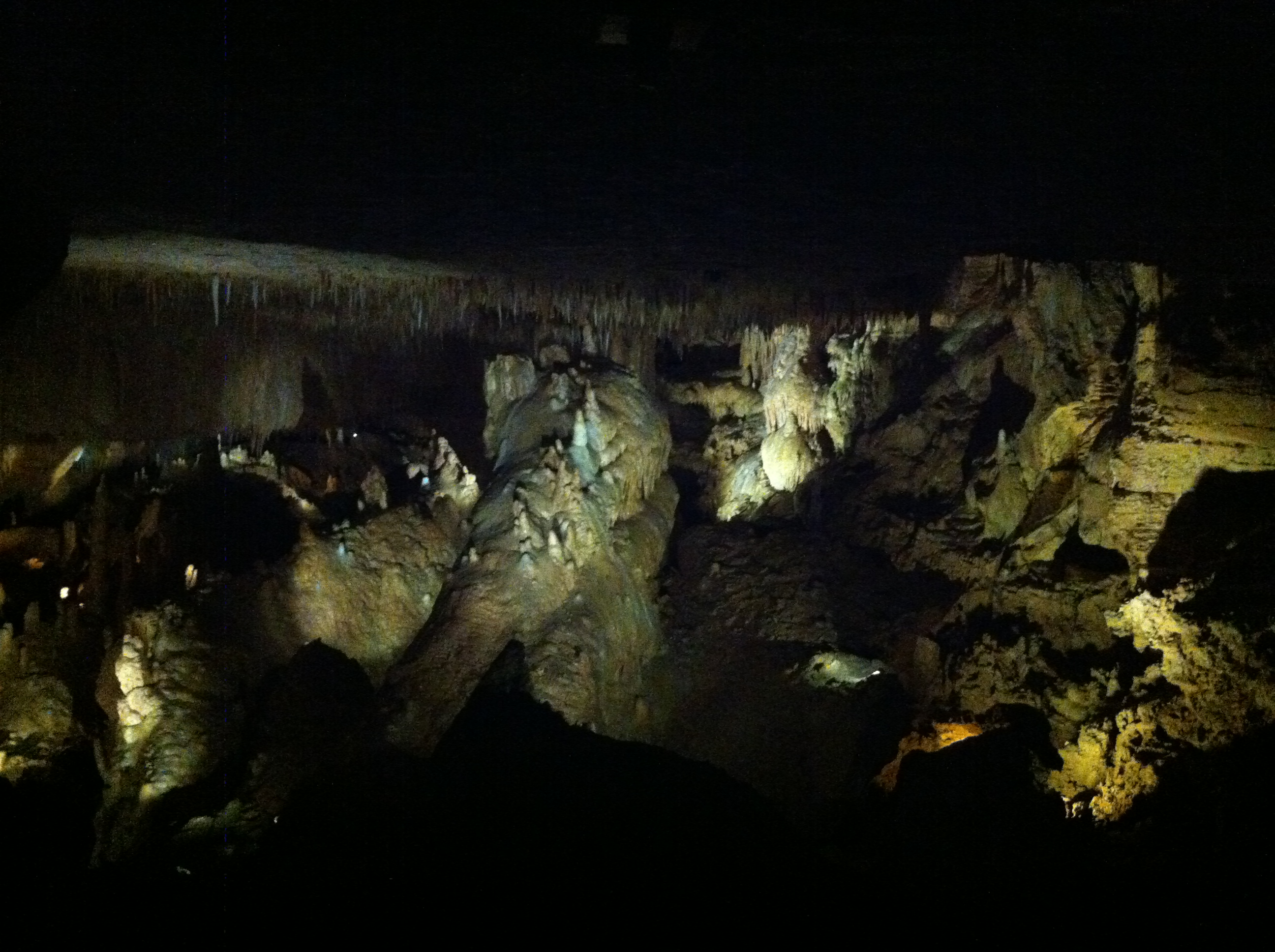
Grottan i Tourtoirac
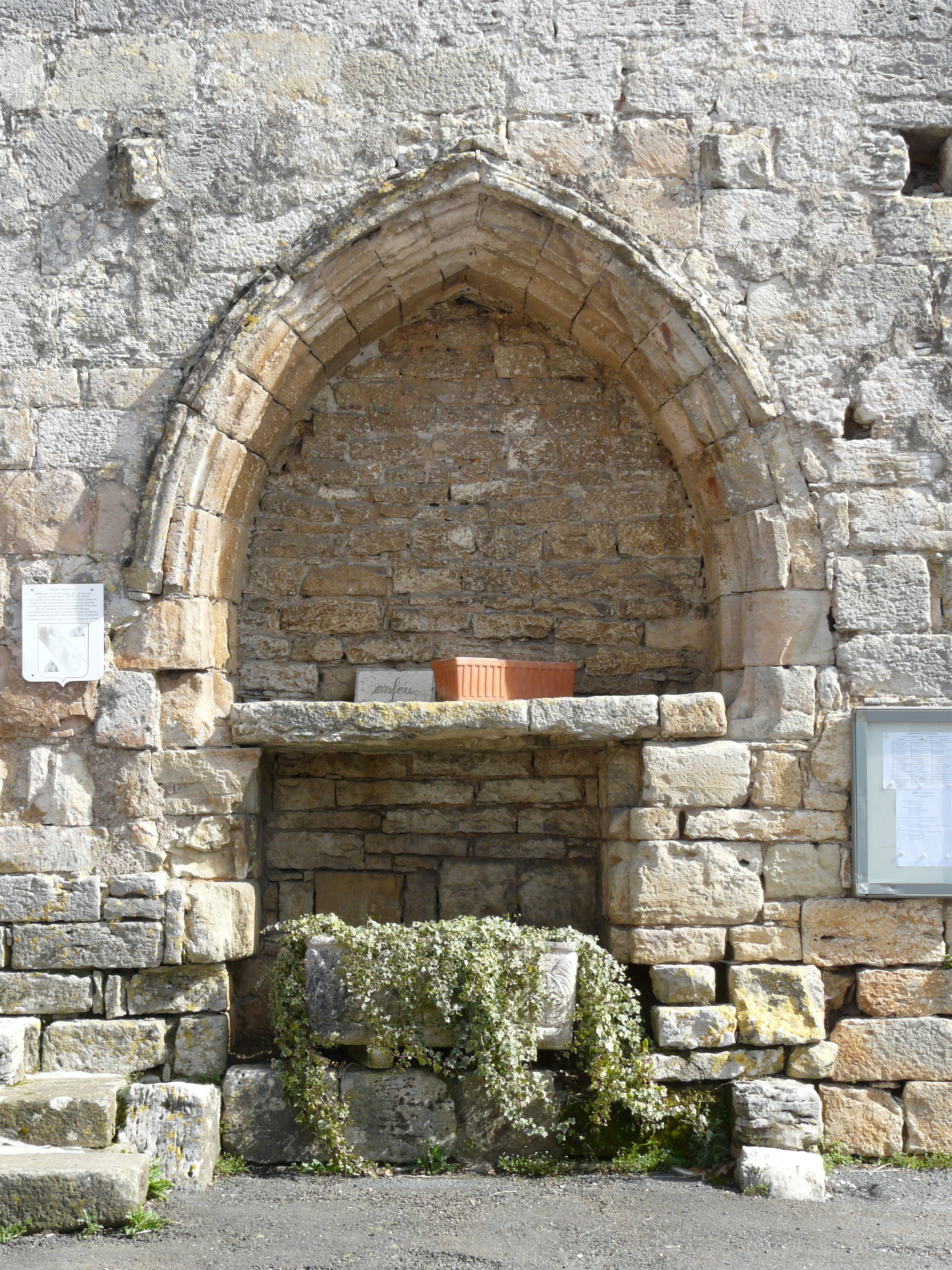
Klostret.
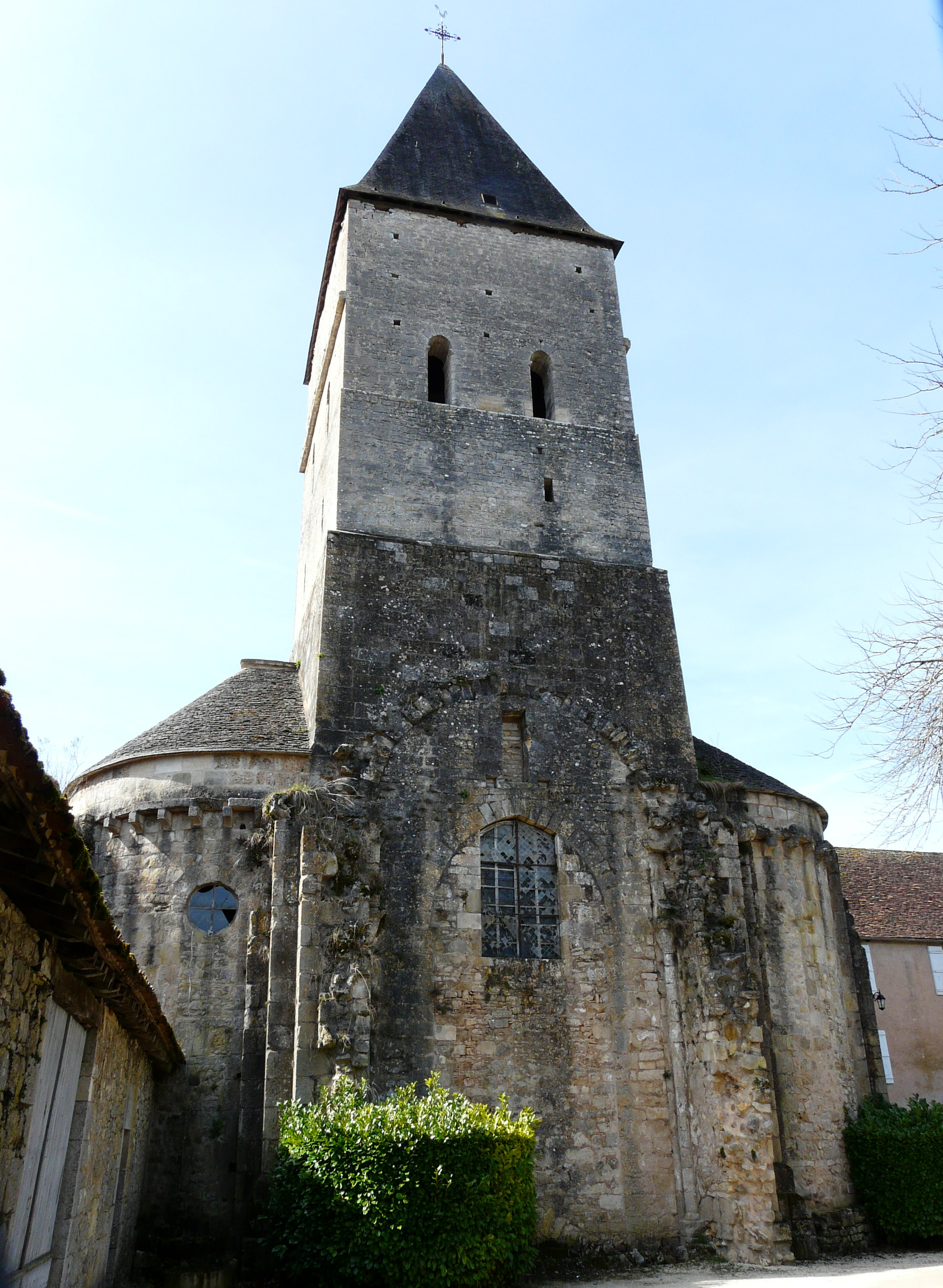
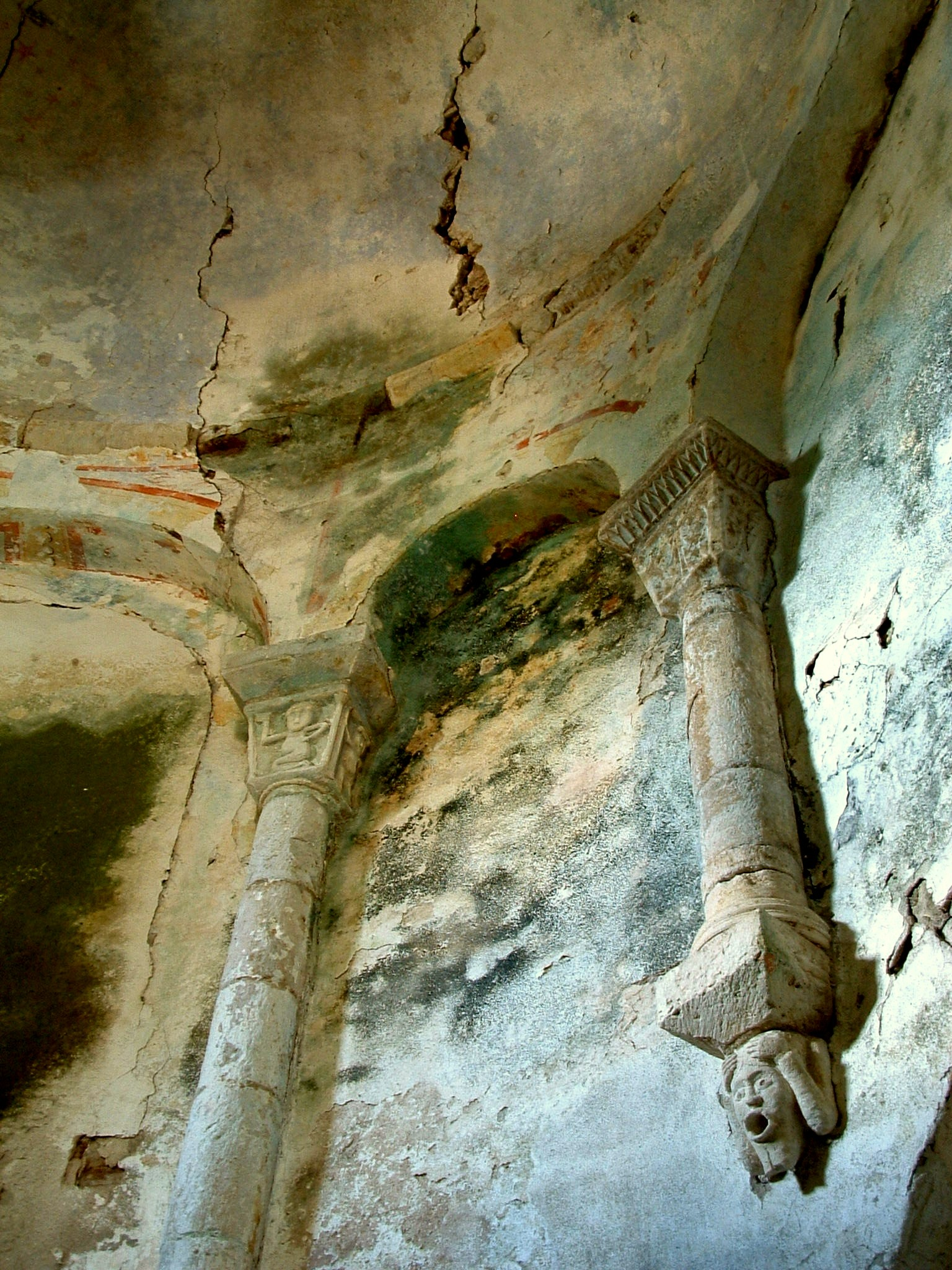
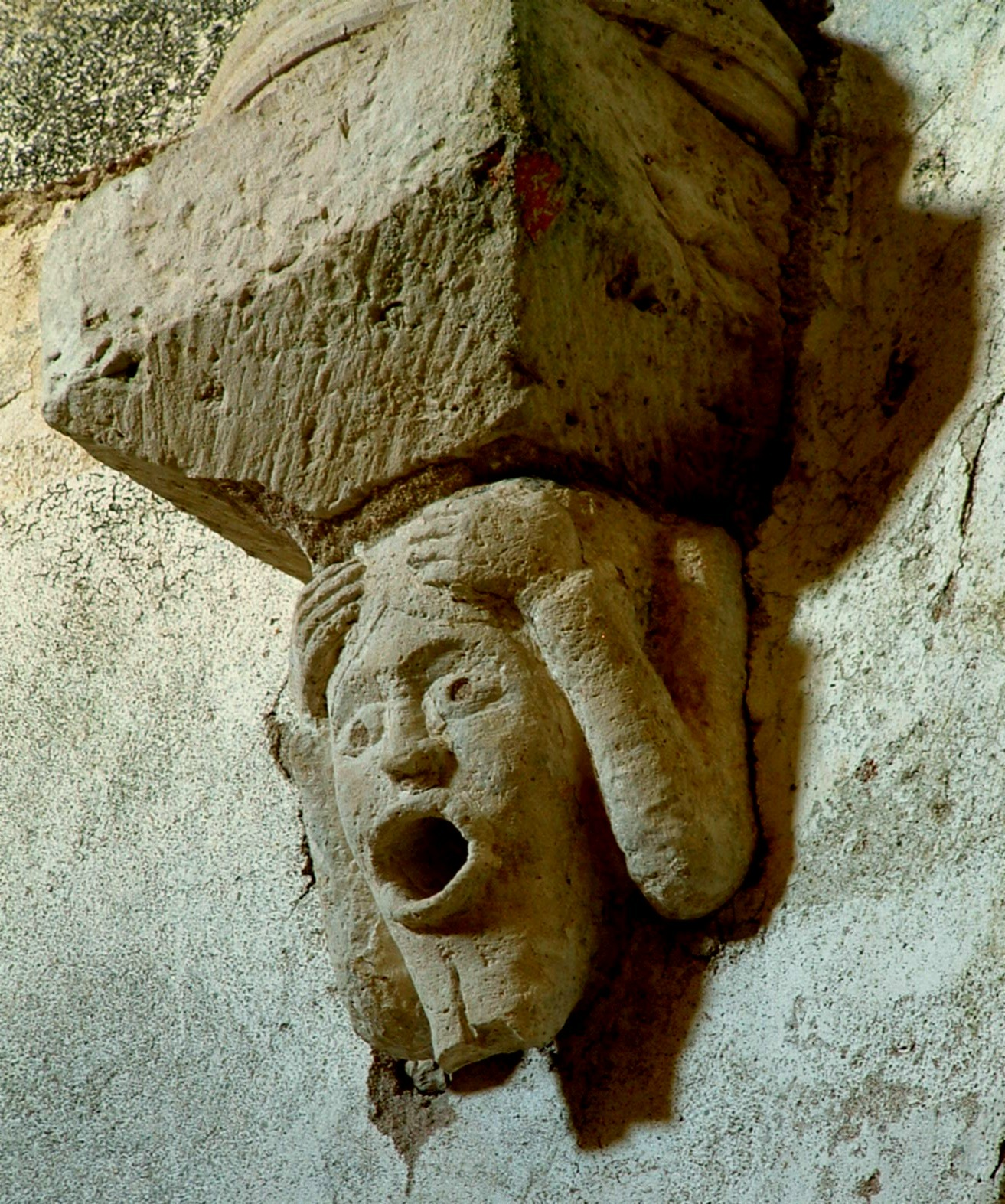
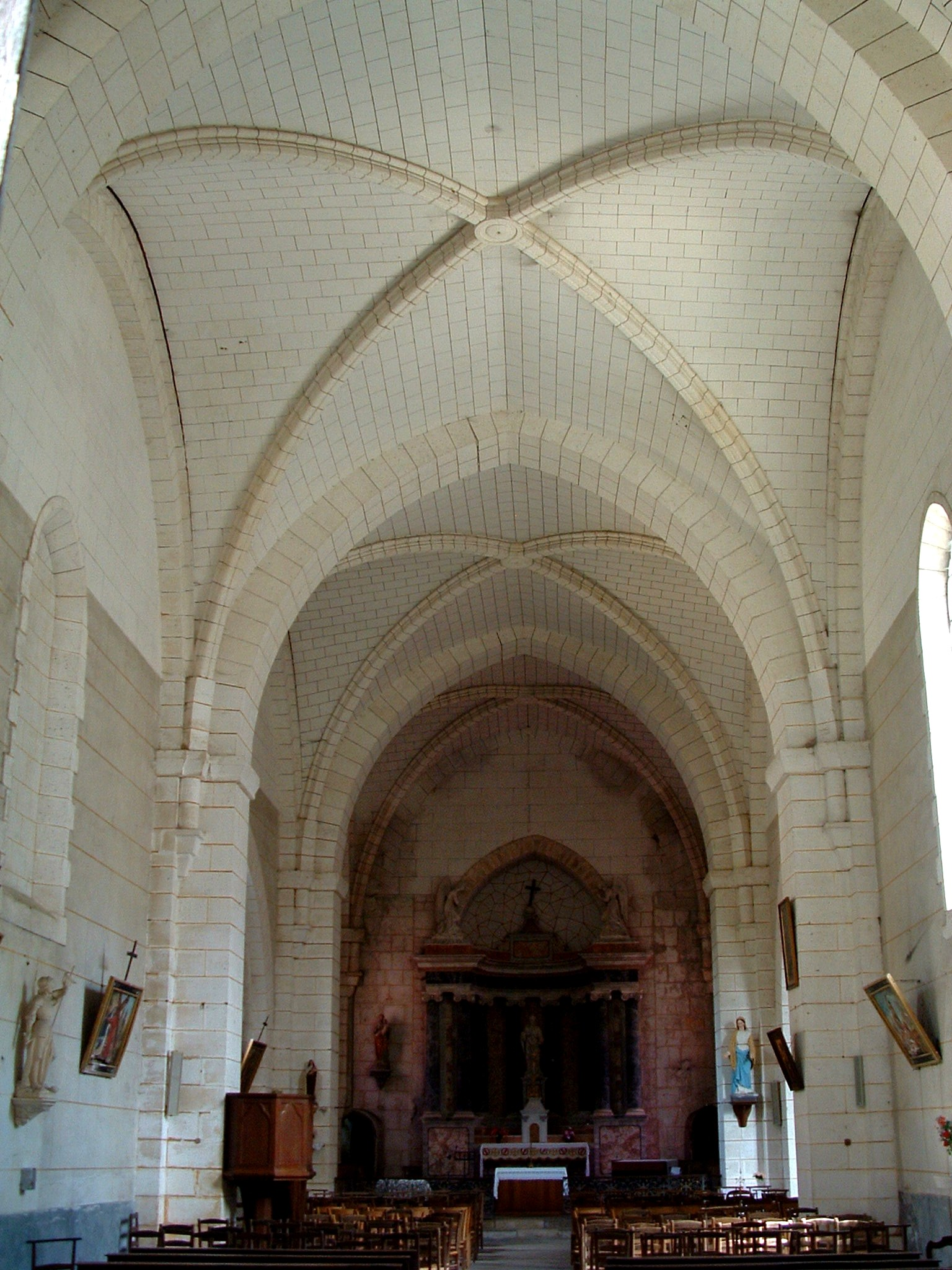
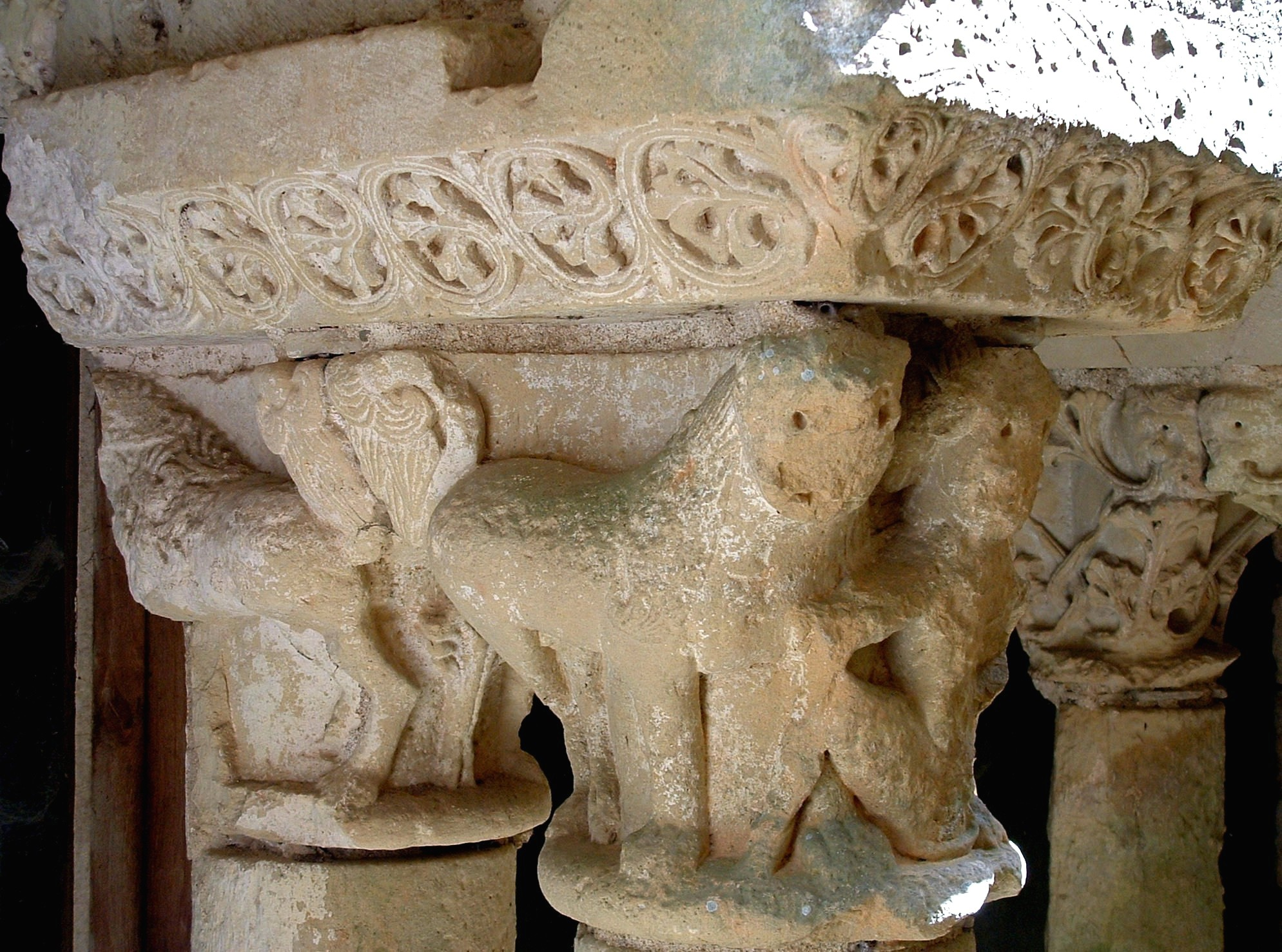

## Befolkningsutveckling
Antalet invånare i kommunen Tourtoirac
Referens:INSEE